# Городское поселение рабочий посёлок Посевная
Городско́е поселе́ние рабо́чий посёлок Посевна́я — муниципальное образование в Черепановском районе Новосибирской области Российской Федерации.
Административный центр — рабочий посёлок Посевная.

## История
Статус и границы городского поселения установлены Законом Новосибирской области от 2 июня 2004 года № 200-ОЗ «О статусе и границах муниципальных образований Новосибирской области»

## Население
| 2002  | 2010  | 2012  | 2013  | 2014  | 2015  | 2016  |
| ----- | ----- | ----- | ----- | ----- | ----- | ----- |
| 4323  | ↗4738 | ↗4779 | ↗4882 | ↘4880 | ↘4848 | ↘4808 |
| 2017  | 2018  | 2019  | 2020  | 2021  |       |       |
| ↘4732 | ↘4729 | ↗4758 | ↘4721 | ↗5129 |       |       |

## Состав городского поселения
| № | Населённый пункт | Тип населённого пункта                  | Население |
| - | ---------------- | --------------------------------------- | --------- |
| 1 | Дорогина Заимка  | село                                    | ↘366      |
| 2 | Запрудный        | посёлок                                 | ↘118      |
| 3 | Посевная         | рабочий посёлок, административный центр | ↗4657     |